# گلشهر (ایرانشهر)
گلشهر، روستایی در دهستان ابتر بخش مرکزی شهرستان ایرانشهر در استان سیستان و بلوچستان ایران است.

## جمعیت
بر پایه سرشماری عمومی نفوس و مسکن در سال ۱۳۹۵، جمعیت این روستا برابر با ۱۳۱ نفر (۳۵ خانوار) بوده‌است.